# カタルーニャ語版ウィキペディア
カタルーニャ語版ウィキペディア（カタルーニャごばんウィキペディア、Viquipèdia en català）は、ウィキメディア財団が運営する多言語百科事典プロジェクト「ウィキペディア」のカタルーニャ語版である。これは2001年3月16日に、最初の非英語版であるドイツ語版の数分後に作られた。それから2か月の間カタルーニャ語版は非英語版のウィキペディアの中で唯一、記事を持っていた。2013年12月10日現在、記事数は417,092本。
最初の記事は翌17日01:41(UTC)に書かれたca:Àbac（そろばん）の記事である。

## 歴史
- 2004年11月16日、記事数が1万を突破
- 2005年11月19日、記事数が2万を突破
- 2006年3月6日、記事数が3万を突破
- 2006年9月20日、記事数が4万を突破
- 2007年1月4日、記事数が5万を突破
- 2007年3月15日、記事数が6万を突破
- 2007年7月29日、記事数が7万を突破
- 2007年9月28日、記事数が8万を突破
- 2007年12月3日、記事数が9万を突破
- 2008年1月18日、記事数が10万を突破
- 2008年8月12日、記事数が12万5千を突破
- 2008年12月28日、記事数が15万を突破
- 2009年5月7日、記事数が17万5千を突破
- 2009年9月21日、記事数が20万を突破
- 2010年6月29日、記事数が25万を突破
- 2010年12月21日、記事数が30万を突破
- 2013年4月12日、記事数が40万を突破
- 2015年2月3日、記事数が45万を突破
- 2016年3月11日、記事数が50万を突破
- 2019年1月8日、記事数が60万を突破
- 2022年4月24日、記事数が70万を突破